# Hohan Sōken
Hohan Sōken (Gaja, 25 maggio 1891 – Nishihara, 30 novembre 1982) è stato un karateka e maestro di karate giapponese.
Fu maestro di Shorin-Ryu Matsumura Seito Karate e Kobudo.

## Biografia
Hohan Sōken nacque nel 24º anno del periodo Meiji  ossia il 25 maggio del 1891 a Gaja, all'interno delle mura dell'attuale Nishihara (Okinawa). Essendo l'ultimo discendente di una famiglia Samurai venne anche soprannominato “l'ultimo samurai”.
Nel 37º anno dell'era Meiji (1904),al suo tredicesimo anno d'età, iniziò il suo apprendimento del “Machimura Sui Di” (pronuncia in lingua Hogen) o “Matsumura Shuri Te” (pronuncia Giapponese), sotto gli insegnamenti dello zio Matsumura Nabi Tanmē  (così era chiamato ad Okinawa anche se non si conosce il nome esatto in giapponese).
Nabi Tanmē restò l'unico maestro di Hohan Sōken fino a circa 30 anni (1921-1922), da quell'età in poi Hohan Sōken volle approfondire lo studio e la pratica del kobudo sotto gli insegnamenti del maestro Komesu Ushi Tanmē, anch'egli di Nishihara, per poi sviluppare il kobudo autonomamente come ricercatore.
Nel 1924 si trasferì a Buenos Aires in Argentina dove lavorò come fotografo per poi aprire un lavasecco, pur non smettendo mai di praticare ed insegnare il suo stile.
Nel 1952 ritornò ad Okinawa e nel 1956 battezzò ufficialmente lo stile da lui praticato come: “Shōrin-ryū Matsumura Seito Karate Do”, col chiaro intento di distinguerlo dagli altri stili di karate ormai radicalmente mutati in funzione di competizioni sportive.
Nel 1959 diventò uno dei direttori della “Federazione di Karate-dō” di Okinawa.
Nel giugno 1961, insieme ai maestri Uehara Seikichi (Motobu Udundi), Tatsuo Shimabuku (Isshin-ryū), Shimabukuro Zenryo (Shorin-ryū Seibukan), Nakaima Kenko (Ryūei-ryū) e Higa Seitoku (Bugeikan), realizzò l'Associazione di Kobudo di Okinawa (che divenne Zen Okinawa Karate Kobudo Rengokai). Nello stesso anno, a novembre, al teatro di Naha, in occasione del primo campionato di kobudo di Okinawa, si esibì in una dimostrazione di kama.
Sensei Hohan Sōken morì il 30 novembre del 1982, nella sua casa, a Nishihara.

### Lo stile
Il "Machimura Sui Di" fu lo stile di Karate ortodosso e di famiglia, originato da Sōkon Matsumura (detto anche “Bushi Matsumura”). Gli insegnamenti furono tramandati da Matsumura Sokon al nipote Matsumura Nabi Tanmē, che li tramandò al nipote Hohan Sōken, quest'ultimo a sua volta trasmise lo stile a vari allievi (non familiari).
Fino all'epoca in cui visse Hohan Soken, nel mondo delle arti marziali di Okinawa, era cosa usuale cambiare maestro quando si desiderava imparare una nuova arte marziale; Hohan Sōken una volta diventato maestro, cercò perciò di unificare il Kobujutsu appreso da tanti maestri diversi, per far sì che i suoi allievi non avessero la necessità di dover cambiare dojo per poter apprendere di più.
Una delle convinzioni di Hohan Sōken Sensei era che si deve dare tutto a tutti gli allievi, in modo equo, sarà poi l'attitudine e la costanza nell'allenamento che farà la differenza fra un allievo e l'altro.
Il kata di karate preferito da Hohan Soken nel karate fu hakutsuru mentre nel kobujutsu fu tsuken no bo.
I kata che sono stati insegnati e tramandati da Hohan Sōken nello Shorin-Ryu Matsumura Seito Karate sono: Naihanchi shodan, Naihanchi nidan, Pin an shodan, Pin an nidan, Passai sho, Passai dai, Rohai, Chinto, Gojushiho, Kusanku e Hakutsuru.
Nel Kobujutsu le armi studiate sono: tonfa, sai, bō, kama, kusarigama e suruchin.